# غونزالو دي لوس سانتوس
غونزالو دي لوس سانتوس (بالإسبانية: Gonzalo de los Santos)‏ (مواليد 19 يوليو 1976) هو لاعب كرة قدم. يلعب مع منتخب الأوروغواي لكرة القدم. سبق له أن لعب في كأس العالم لكرة القدم مع منتخب بلاده.

## مسيرته الكروية
لعب غونزالو دي لوس سانتوس خلال مسيرته الاحترافية مع 7 أندية في سبعة عشر موسمًا وسجل خلالها 18 هدفًا ضمن 329 مباراة. ولم يفز بأي موسم بالكأس وفاز في خمسة مواسم بالدوري.
خاض غونزالو دي لوس سانتوس مسيرته مع نادي بنيارول في موسم 1995 في المرة الأولى واستمر معه طيلة ثلاثة مواسم ثم في موسم 2008–09 ولمدة موسمين، مشاركًا طوالها في 87 مباراة سجل خلالها 5 أهداف. ثم انتقل إلى نادي مريدا في موسم 1997–98 لمدة موسم واحد، حيث شارك في 31 مباراة سجل خلالها هدفين. لينتقل بعدها إلى نادي مالقا في موسم 1998–99 واستمر معه طيلة ثلاثة مواسم، مشاركًا في 86 مباراة سجل خلالها 6 أهداف. ثم انتقل إلى نادي فالنسيا في موسم 2001–02 في المرة الأولى واستمر معه طيلة ثلاثة مواسم ثم في موسم 2005–06 لمدة موسم واحد، مشاركًا طوالها في 31 مباراة سجل خلالها هدفين. هذا وانتقل لاحقًا إلى نادي أتلتيكو مدريد في موسم 2003–04 لمدة موسم واحد، مشاركًا في 32 مباراة سجل خلالها هدفين أيضًا. ثم انتقل بعدها إلى نادي ريال مايوركا في موسم 2004–05 لمدة موسم واحد، مشاركًا في 16 مباراة ولم يسجل أي هدف. ليعود وينتقل من جديد، لكن هذه المرة إلى نادي إيركوليس في موسم 2006–07 ولمدة موسمين، مشاركًا في 46 مباراة سجل خلالها هدفًا واحدًا.

## روابط خارجية
- غونزالو دي لوس سانتوس على موقع الاتحاد الدولي (مؤرشف)  (الإنجليزية)
- غونزالو دي لوس سانتوس على موقع قاعدة بيانات كرة القدم.إي يو (الإنجليزية)
- غونزالو دي لوس سانتوس على موقع ناشيونال فوتبول تيمز (الإنجليزية)